# Anna Bogdanova
Anna Andreevna Bogdanova (in russo Анна Андреевна Богданова?; 21 ottobre 1984) è un'ex multiplista russa.

## Palmarès
| Anno | Manifestazione  | Sede       | Evento     | Risultato | Prestazione | Note |
| ---- | --------------- | ---------- | ---------- | --------- | ----------- | ---- |
| 2007 | Europei indoor  | Birmingham | Pentathlon | 13ª       | 4272 p.     |      |
| 2007 | Mondiali        | Osaka      | Eptathlon  | 10ª       | 6243 p.     |      |
| 2008 | Mondiali indoor | Valencia   | Pentathlon | Bronzo    | 4753 p.     |      |
| 2008 | Giochi olimpici | Pechino    | Eptathlon  | 5ª        | 6465 p.     |      |
| 2009 | Europei indoor  | Torino     | Pentathlon | Oro       | 4761 p.     |      |
| 2011 | Mondiali        | Taegu      | Eptathlon  | 9ª        | 6242 p.     |      |